# Massimiliano Enrico di Baviera
Massimiliano Enrico di Wittelsbach (Monaco di Baviera, 8 ottobre 1621 – Bonn, 3 giugno 1688) è stato un arcivescovo cattolico tedesco.

## Biografia
Terzo figlio sopravvissuto di Alberto VI, langravio di Leuchtenberg e di sua moglie, Mechthilde von Leuchtenberg, data la sua posizione al trono, intraprese la carriera ecclesiastica. Nel 1650, venne nominato arcivescovo metropolita di Colonia, vescovo di Hildesheim e vescovo di Liegi in successione dello zio, Ferdinando di Baviera. Nel 1683 venne eletto vescovo di Münster ma papa Innocenzo XI si rifiutò di confermargli questa nomina.
Morì nel 1688 e venne succeduto da Giuseppe Clemente di Baviera.

## Genealogia episcopale e successione apostolica
La genealogia episcopale è:
- Cardinale Guillaume d'Estouteville, O.S.B.Clun.
- Papa Sisto IV
- Papa Giulio II
- Cardinale Raffaele Riario
- Papa Leone X
- Papa Clemente VII
- Cardinale Antonio Sanseverino, O.S.Io.Hieros.
- Cardinale Giovanni Michele Saraceni
- Papa Pio V
- Cardinale Innico d'Avalos d'Aragona, O.S.Iacobi
- Cardinale Scipione Gonzaga
- Patriarca Fabio Biondi
- Papa Urbano VIII
- Cardinale Cosimo de Torres
- Cardinale Francesco Maria Brancaccio
- Vescovo Miguel Juan Balaguer Camarasa, O.S.Io.Hieros.
- Papa Alessandro VII
- Arcivescovo Massimiliano Enrico di Baviera

La successione apostolica è:
- Vescovo Adrian von Walenburch (1661)
- Vescovo Johann Heinrich von Anethan (1665)

## Ascendenza
|                                               |                                                |                                              | Genitori                                            |  |  | Nonni |  |  | Bisnonni                       |  |  | Trisnonni                       |  |
|                                               |                                                |                                              |                                                     |  |  |       |  |  | 8. Albrecht V, duca di Baviera |  |  | 16. Wilhelm IV, duca di Baviera |  |
|                                               |                                                |                                              |                                                     |  |  |       |  |  | 8. Albrecht V, duca di Baviera |  |  | 16. Wilhelm IV, duca di Baviera |  |
|                                               |                                                | 17. Maria Jakobäa von Baden                  |                                                     |  |  |       |  |  | 8. Albrecht V, duca di Baviera |  |  |                                 |  |
| 4. Wilhelm V, duca di Baviera                 |                                                |                                              |                                                     |  |  |       |  |  | 8. Albrecht V, duca di Baviera |  |  |                                 |  |
|                                               |                                                | 9. Anna von Österreich                       | 18. Ferdinand I, imperatore del Sacro Romano Impero |  |  |       |  |  |                                |  |  |                                 |  |
|                                               |                                                | 9. Anna von Österreich                       | 18. Ferdinand I, imperatore del Sacro Romano Impero |  |  |       |  |  |                                |  |  |                                 |  |
|                                               |                                                | 9. Anna von Österreich                       | 19. Anna Jagiellonka                                |  |  |       |  |  |                                |  |  |                                 |  |
| 2. Albrecht VI, conte imperiale di Haag       |                                                | 9. Anna von Österreich                       |                                                     |  |  |       |  |  |                                |  |  |                                 |  |
|                                               |                                                | 10. François I, duca di Lorena               | 20. Antoine, duca di Lorena                         |  |  |       |  |  |                                |  |  |                                 |  |
|                                               |                                                | 10. François I, duca di Lorena               | 20. Antoine, duca di Lorena                         |  |  |       |  |  |                                |  |  |                                 |  |
|                                               |                                                | 10. François I, duca di Lorena               | 21. Renée de Bourbon-Montpensier                    |  |  |       |  |  |                                |  |  |                                 |  |
| 5. Renée de Lorraine                          |                                                | 10. François I, duca di Lorena               |                                                     |  |  |       |  |  |                                |  |  |                                 |  |
|                                               |                                                | 11. Christine af Danmark                     | 22. Christian II, re di Danimarca                   |  |  |       |  |  |                                |  |  |                                 |  |
|                                               |                                                | 11. Christine af Danmark                     | 22. Christian II, re di Danimarca                   |  |  |       |  |  |                                |  |  |                                 |  |
|                                               |                                                | 11. Christine af Danmark                     | 23. Isabella von Österreich                         |  |  |       |  |  |                                |  |  |                                 |  |
| 1. Maximilian Heinrich von Bayern             |                                                | 11. Christine af Danmark                     |                                                     |  |  |       |  |  |                                |  |  |                                 |  |
|                                               | 12. Ludwig Heinrich, langravio di Leuchtenberg | 24. Georg III, langravio di Leuchtenberg     |                                                     |  |  |       |  |  |                                |  |  |                                 |  |
|                                               | 12. Ludwig Heinrich, langravio di Leuchtenberg | 24. Georg III, langravio di Leuchtenberg     |                                                     |  |  |       |  |  |                                |  |  |                                 |  |
|                                               | 12. Ludwig Heinrich, langravio di Leuchtenberg | 25. Barbara von Brandenburg-Ansbach-Kulmbach |                                                     |  |  |       |  |  |                                |  |  |                                 |  |
| 6. Georg IV Ludwig, langravio di Leuchtenberg | 12. Ludwig Heinrich, langravio di Leuchtenberg |                                              |                                                     |  |  |       |  |  |                                |  |  |                                 |  |
|                                               |                                                | 13. Mechtild von der Marck                   | 26. Robert II von der Marck, signore di Arenberg    |  |  |       |  |  |                                |  |  |                                 |  |
|                                               |                                                | 13. Mechtild von der Marck                   | 26. Robert II von der Marck, signore di Arenberg    |  |  |       |  |  |                                |  |  |                                 |  |
|                                               |                                                | 13. Mechtild von der Marck                   | 27. Walburga van Egmont                             |  |  |       |  |  |                                |  |  |                                 |  |
| 3. Mechthildis von Leuchtenberg               |                                                | 13. Mechtild von der Marck                   |                                                     |  |  |       |  |  |                                |  |  |                                 |  |
|                                               |                                                | 14. Philibert, margravio di Baden-Baden      | 28. Bernhard III, margravio di Baden-Baden          |  |  |       |  |  |                                |  |  |                                 |  |
|                                               |                                                | 14. Philibert, margravio di Baden-Baden      | 28. Bernhard III, margravio di Baden-Baden          |  |  |       |  |  |                                |  |  |                                 |  |
|                                               |                                                | 14. Philibert, margravio di Baden-Baden      | 29. Françoise de Luxembourg                         |  |  |       |  |  |                                |  |  |                                 |  |
| 7. Maria Salome von Baden-Baden               |                                                | 14. Philibert, margravio di Baden-Baden      |                                                     |  |  |       |  |  |                                |  |  |                                 |  |
|                                               |                                                | 15. Mechthild von Bayern                     | 30. Wilhelm IV, duca di Baviera (= 16)              |  |  |       |  |  |                                |  |  |                                 |  |
|                                               |                                                | 15. Mechthild von Bayern                     | 30. Wilhelm IV, duca di Baviera (= 16)              |  |  |       |  |  |                                |  |  |                                 |  |
|                                               |                                                | 15. Mechthild von Bayern                     | 31. Maria Jakobäa von Baden (= 17)                  |  |  |       |  |  |                                |  |  |                                 |  |
|                                               |                                                | 15. Mechthild von Bayern                     |                                                     |  |  |       |  |  |                                |  |  |                                 |  |